# Цюаньчжоу
Цюаньчжо́у (кит. упр. 泉州, пиньинь Quánzhōu) — городской округ в провинции Фуцзянь КНР. В старину был известен в арабских странах и Европе под названием Зайтун (откуда происходит название ткани сатин).

## История
В эпоху Южных и Северных династий, когда эти места вошли в состав государства Чэнь, в 568 году была создана Фэнчжоуская область (丰州). После того как Чэнь, объединив все китайские земли, стало империей Суй, в 589 году Фэнчжоуская область была переименована в Цюаньчжоускую область (泉州). В 606 году Цюаньчжоуская область была переименована в Миньчжоускую область (闽州). В 607 году Миньчжоуская область была переименована в Цзяньаньский округ (建安郡).
После смены империи Суй на империю Тан Цзяньаньский округ был в 621 году разделён на Фэнчжоускую и Цюаньчжоускую области. В 627 году Фэнчжоуская область была присоединена к Цюаньчжоуской области. В 684 году Цюаньчжоуская область была переименована в Ужунскую область (武荣州), но в 711 году ей было возвращено прежнее название. В 720 году для администрирования территории, на которой размещались областные власти, был образован уезд Цзиньцзян (晋江县).
После монгольского завоевания и образования империи Юань Цюаньчжоуская область была в 1278 году преобразована в Цюаньчжоуский регион (泉州路). После свержения власти монголов и образования империи Мин «регионы» были переименованы в «управы» — так в 1368 году появилась Цюаньчжоуская управа (泉州府). После Синьхайской революции в Китае была проведена реформа структуры административного деления, в ходе которой управы были упразднены, поэтому в 1912 году Цюаньчжоуская управа была расформирована.
Войска китайских коммунистов заняли эти земли на завершающем этапе гражданской войны, в августе 1949 года, но архипелаг Цзиньмэнь так и остался под контролем гоминьдановцев.
После образования КНР в 1949 году был создан Специальный район Цюаньчжоу (泉州专区), состоящий из 10 уездов. В октябре 1950 года в его состав был передан также уезд Дэхуа из Специального района Юнъань (永安专区). В 1951 году урбанизированная часть уезда Цзиньцзян была выделена в отдельный городской уезд Цюаньчжоу.
В 1955 году Специальный район Цюаньчжоу был переименован в Специальный район Цзиньцзян (晋江专区). В марте 1956 года был расформирован Специальный район Юнъань, и уезд Датянь также перешёл в состав Специального района Цзиньцзян; из расформированного тогда же Специального района Миньхоу (闽侯专区) в состав Специального района Цзиньцзян перешли уезды Юнтай, Фуцин и Пинтань. В 1958 году уезд Тунъань перешёл под юрисдикцию Сямэня.
В 1959 году был воссоздан Специальный район Миньхоу, и уезды Юнтай, Фуцин и Пинтань вернулись в его состав. В 1963 году уезд Датянь был передан в состав нового Специального района Саньмин. В июне 1970 года уезды Путянь и Сянью перешли из состава Специального района Цзиньцзян в состав Специального района Миньхоу, а уезд Тунъань вернулся из-под юрисдикции Сямэня в состав Специального района Цзиньцзян.
В 1971 году Специальный район Цзиньцзян был переименован в Округ Цзиньцзян (晋江地区).
В 1973 году уезд Тунъань вновь перешёл под юрисдикцию Сямэня.
Постановлением Госсовета КНР от 18 апреля 1983 года был расформирован округ Путянь (莆田地区), и уезды Путянь и Сянью вернулись в состав округа Цзиньцзян, но ненадолго: постановлением Госсовета КНР от 9 сентября 1983 года уезды Путянь и Сянью были выделены в отдельный городской округ Путянь.
Постановлением Госсовета КНР от 14 мая 1985 года были расформированы округ Цзиньцзян и городской уезд Цюаньчжоу, и образован городской округ Цюаньчжоу; территория бывшего городского уезда Цюаньчжоу стала районом Личэн в его составе.
Постановлением Госсовета КНР от 17 декабря 1987 года из уезда Цзиньцзян был выделен городской уезд Шиши.
Постановлением Госсовета КНР от 5 марта 1992 года уезд Цзиньцзян был преобразован в городской уезд.
Постановлением Госсовета КНР от 12 мая 1993 года уезд Наньань был преобразован в городской уезд.
Постановлением Госсовета КНР от 3 июня 1997 года из района Личэн были выделены районы Фэнцзэ и Лоцзян.
Постановлением Госсовета КНР от 12 апреля 2000 года часть уезда Хуэйань была выделена в отдельный район городского подчинения Цюаньган.

## Административно-территориальное деление
Городской округ Цюаньчжоу делится на 4 района, 3 городских уезда, 5 уездов:
| Карта | Карта     | Карта     | Карта         | Карта            | Карта         |
| --- | --------- | --------- | ------------- | ---------------- | ------------- |
| ① ② Лоцзян Цюаньган Хуэйань Аньси Юнчунь Дэхуа Цзиньмэнь Шиши Цзиньцзян Наньань ① Личэн ② Фэнцзэ Примечание: уезд Цзиньмэнь не контролируется властями КНР |           |           |               |                  |               |
| Статус | Название  | Иероглифы | Пиньинь       | Население (2010) | Площадь (км²) |
| Район | Личэн     | 鲤城区    | Lǐchéng qū    |                  |               |
| Район | Фэнцзэ    | 丰泽区    | Fēngzé qū     |                  |               |
| Район | Лоцзян    | 洛江区    | Luòjiāng qū   |                  |               |
| Район | Цюаньган  | 泉港区    | Quángǎng qū   |                  |               |
| Городской уезд | Шиши      | 石狮市    | Shíshī shì    |                  |               |
| Городской уезд | Цзиньцзян | 晋江市    | Jìnjiāng shì  |                  |               |
| Городской уезд | Наньань   | 南安市    | Nán'ān shì    |                  |               |
| Уезд | Хуэйань   | 惠安县    | Huì'ān xiàn   |                  |               |
| Уезд | Аньси     | 安溪县    | Ānxī xiàn     |                  |               |
| Уезд | Юнчунь    | 永春县    | Yǒngchūn xiàn |                  |               |
| Уезд | Дэхуа     | 德化县    | Déhuà xiàn    |                  |               |
| Уезд | Цзиньмэнь | 金门县    | Jīnmén xiàn   |                  |               |

## Экономика
По итогам 2021 года объём экспорта товаров из Цюаньчжоу превысил 200 млрд юаней (около 31,5 млрд долл. США).
В районе Цюаньган расположен нефтеперерабатывающий и нефтехимический комплекс Fujian Petrochemical Company (совместное предприятие Fujian Petrochemical Industrial Group и Sinopec). На территории комплекса работают нефтехимический завод Fujian Refining & Petrochemical Company (совместное предприятие Fujian Petrochemical Company, ExxonMobil и Saudi Aramco) и газоперерабатывающий завод Fujian Linde (совместное предприятие Fujian Petrochemical Company и The Linde Group).
В районе Хуэйань расположен нефтехимический комплекс Sinochem Holdings. Также в Цюаньчжоу базируются производители спортивных товаров Anta Sports, Peak Sport Products и Hongxing Erke Sports Goods, производитель повседневной одежды Septwolves Industry, производители гигиенических прокладок и подгузников Hengan International Group и Mega Soft Hygienic Products, пищевая компании Dali Foods Group, производитель сантехники Joyou, производитель игрушек и сувениров Nanyang Arts & Crafts, судоходная компания Antong Holdings.

### Сельское хозяйство и рыболовство
Вдоль побережья Цюаньчжоу ловят рыбу и морепродукты, выращивают морскую капусту.

## Транспорт

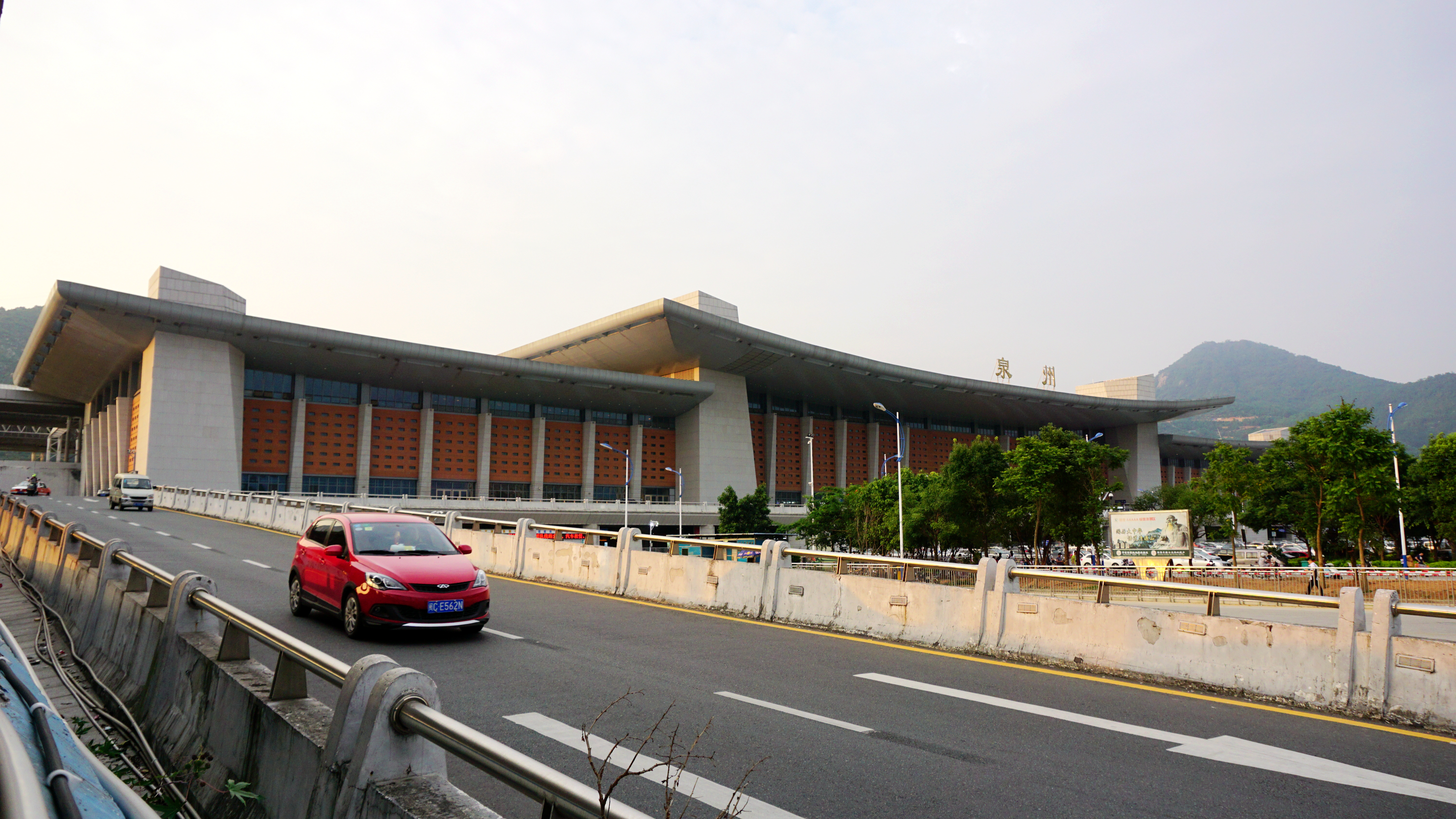
Вокзал Цюаньчжоу

### Морской
Порт Вэйтоу (Цзиньцзян) связан регулярными контейнерными маршрутами с портами России, Юго-Восточной Азии и Западной Европы. 

### Железнодорожный
Через залив Цюаньчжоу (бухту Цюаньчжоуган) переброшен мост «Цюаньчжоувань», по которому проходит скоростная железная дорога Фучжоу — Сямынь (общая длина моста составляет 20,287 км, а длина его морской части — 8,96 км).
Важное значение имеют грузовые железнодорожные перевозки из Цюаньчжоу (станция Хуантан) в Центральную Азию и Россию.

## Достопримечательности
В посёлке Юйдянь городского уезда Цзиньцзян расположен храм Цаоань — единственный дошедший до наших дней манихейский храм.
В июле 2021 на 44-й сессии Комитета всемирного наследия ЮНЕСКО портовый город Цюаньчжоу включен в Список всемирного наследия.

## Известные изделия и продукты
- Фарфор уезда Дэхуа (德化瓷器)
- Гранит уезда Хуэйань (惠安石刻)
- Чай Тэгуаньинь уезда Аньси (安溪铁观音)

## Галерея

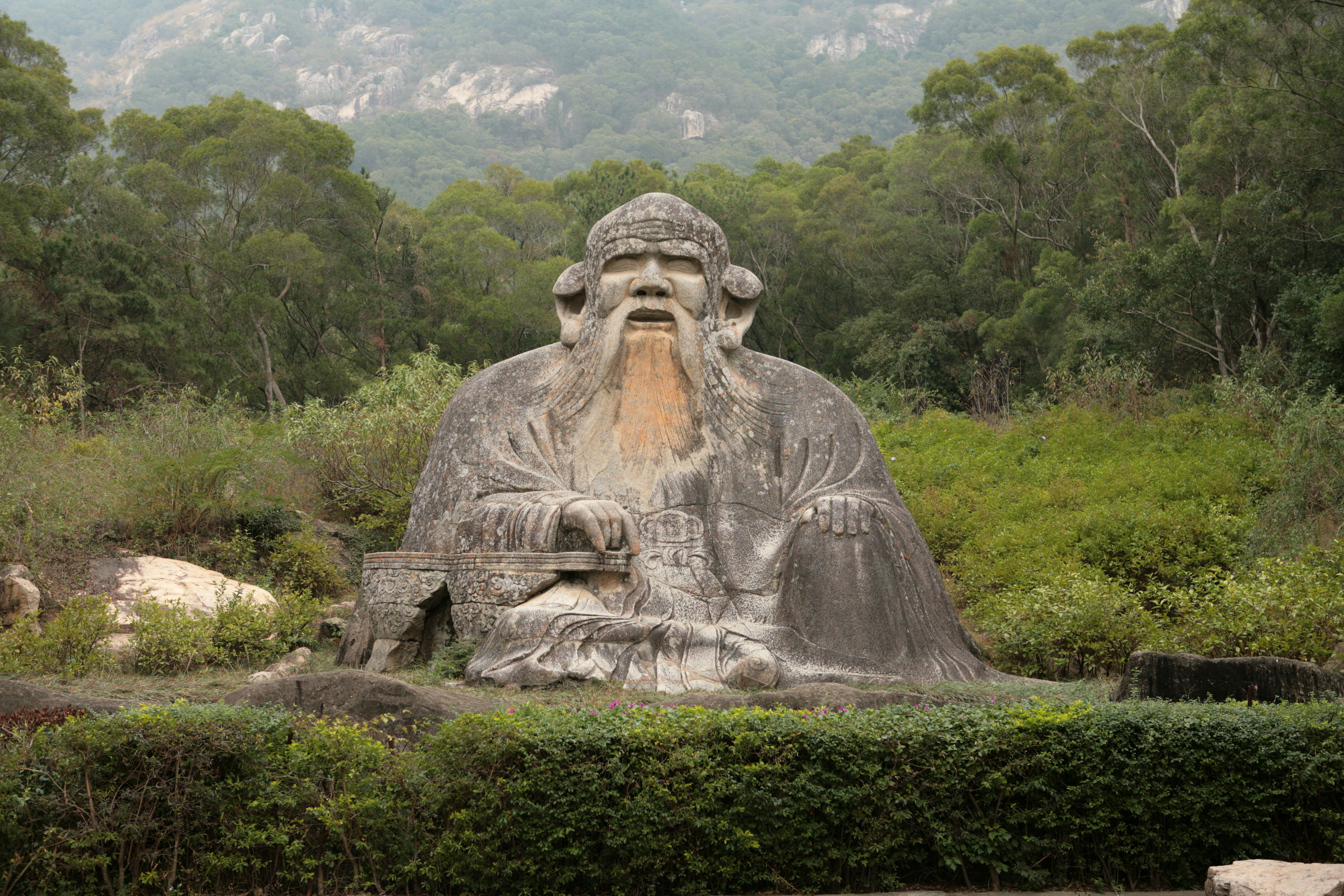
Статуя Лаоцзы на горах Циншань над Цюаньчжоу
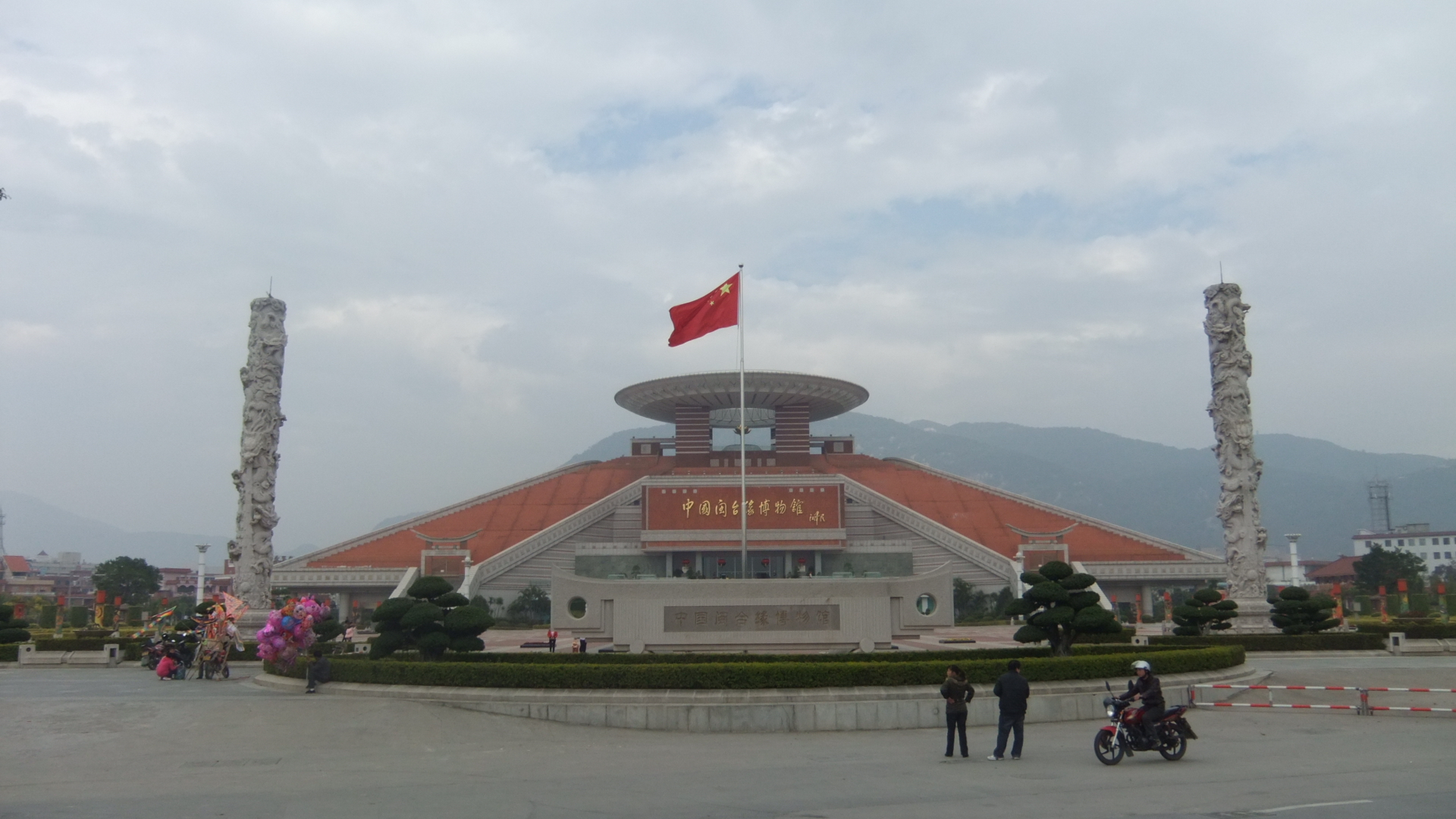
Музей фуцзяньско-тайваньского родства
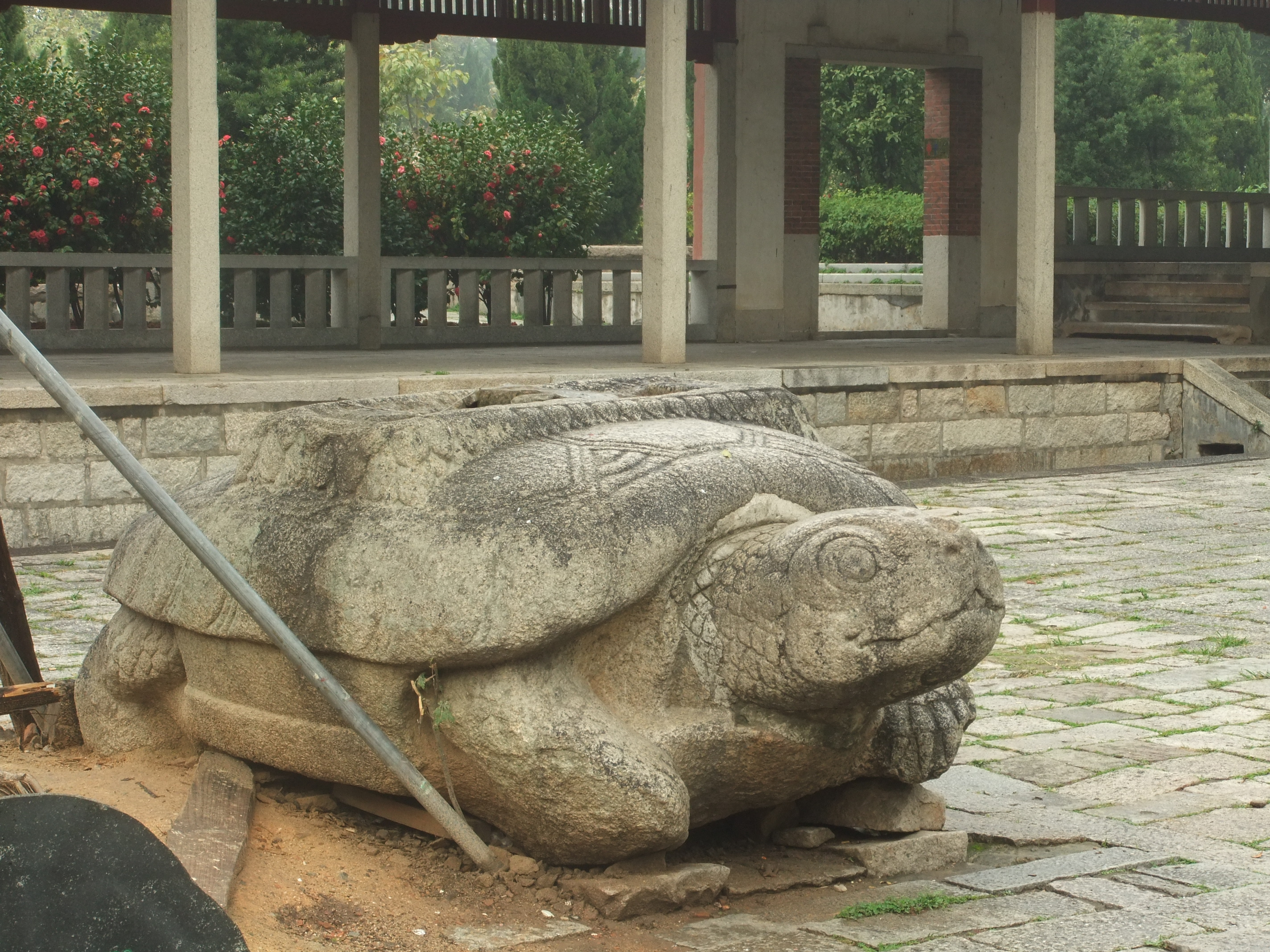
Древняя черепаха в храме Кайюань
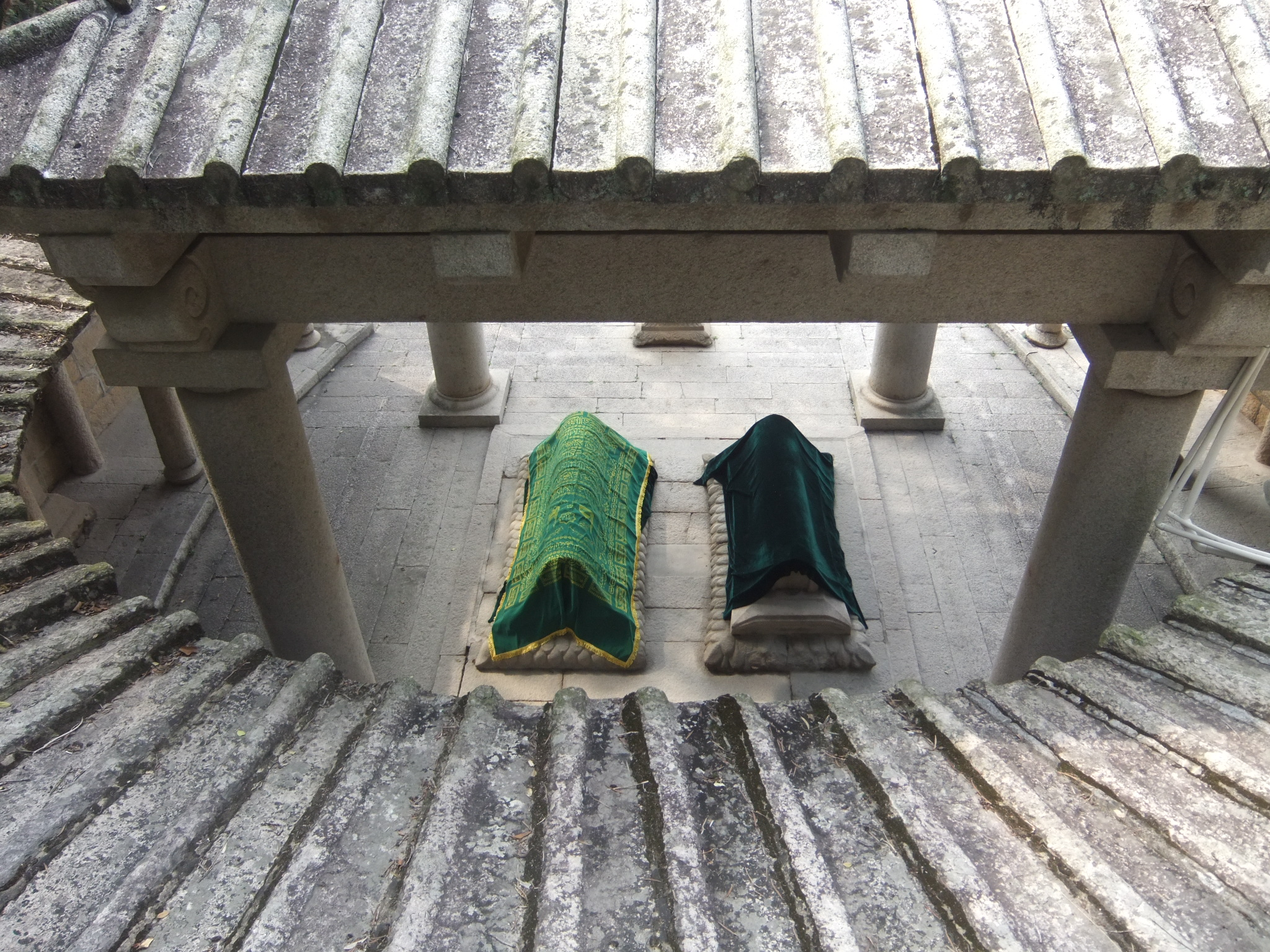
Гробницы древних исламских миссионеров на холме Линшань
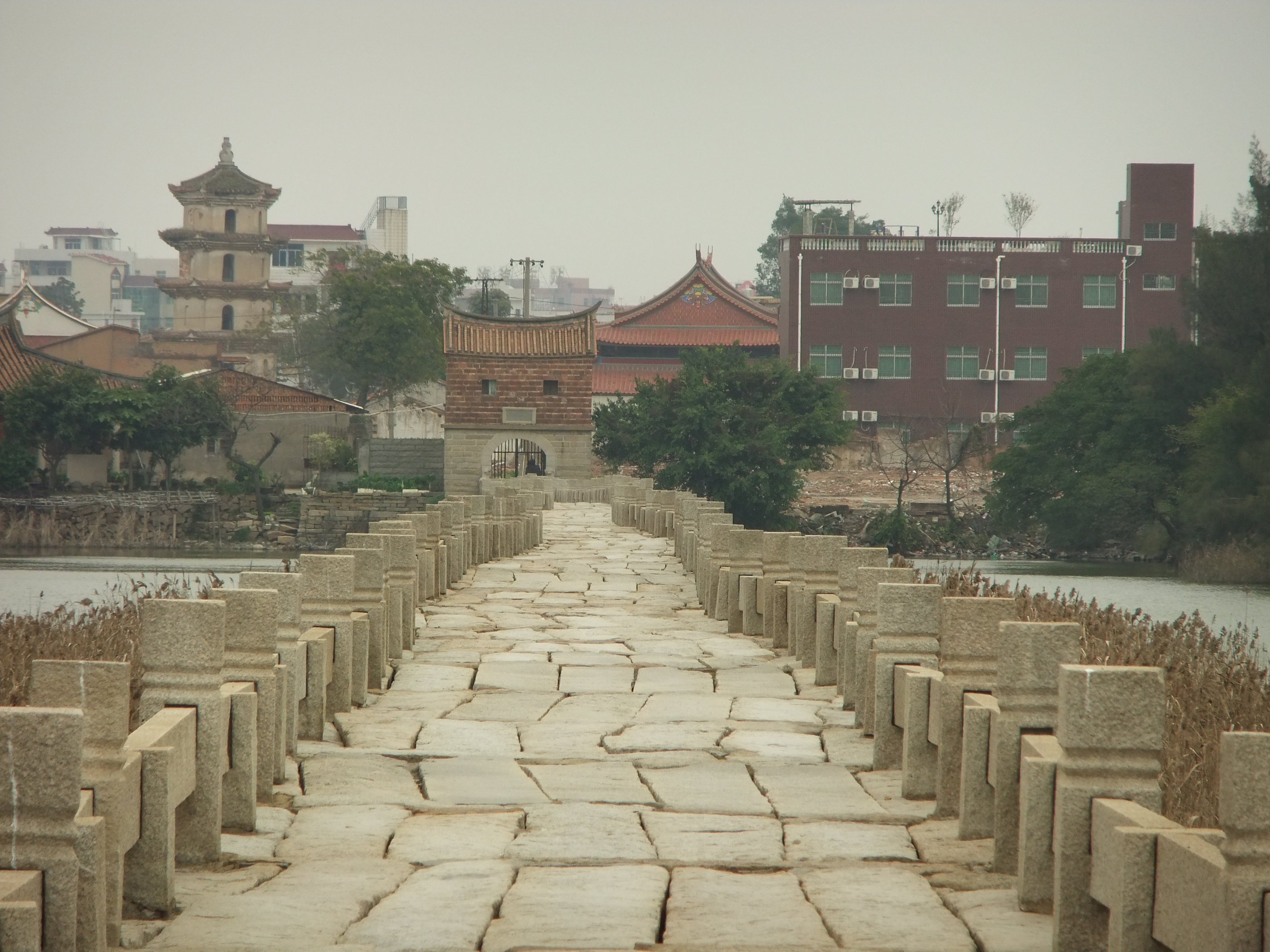
Мост Аньпин и храм Шуйсинь (посёлок Аньхай, уезд Цзиньцзян)
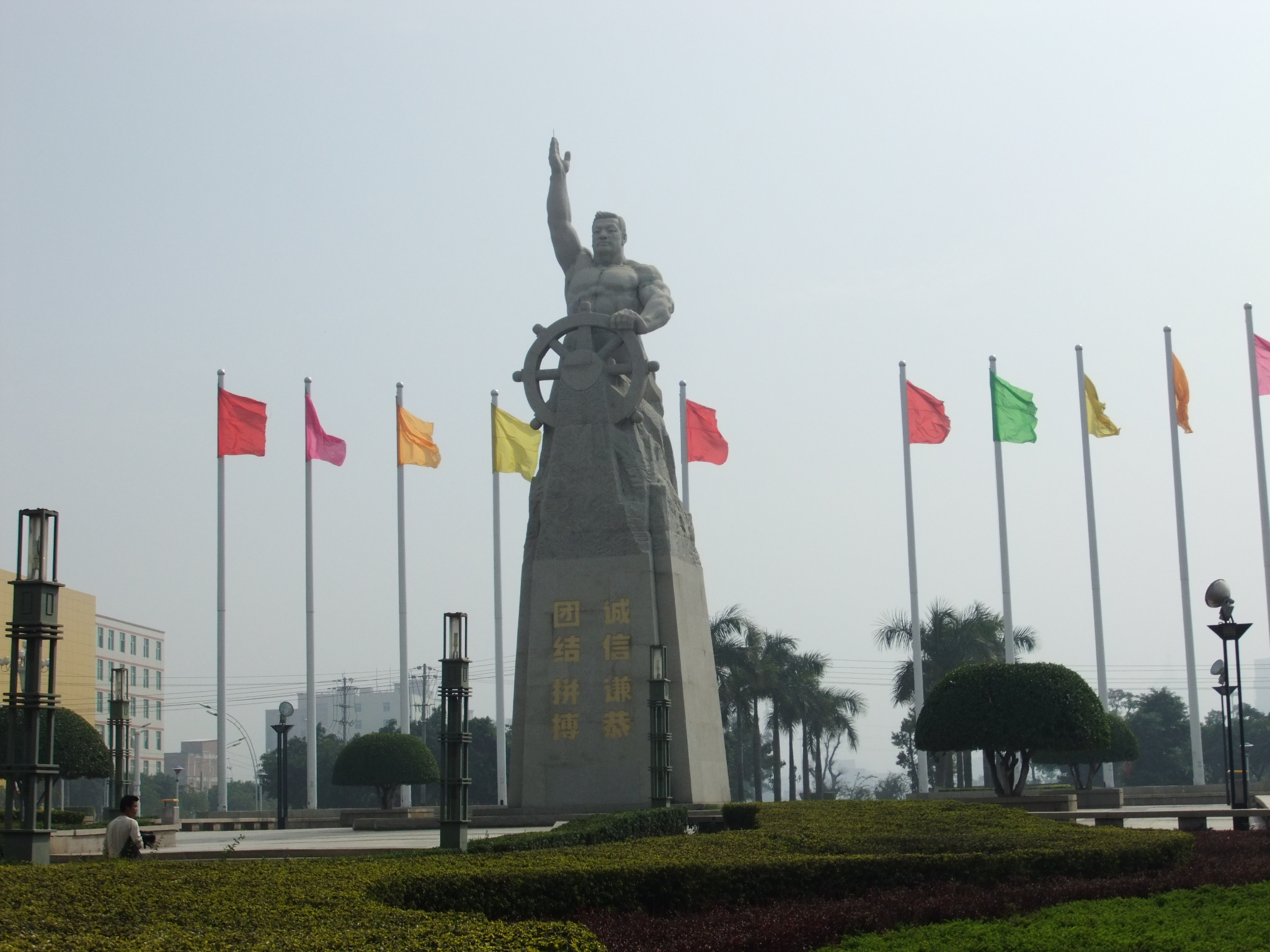
Парк Люйдао («Зелёный остров»), уезд Цзиньцзян
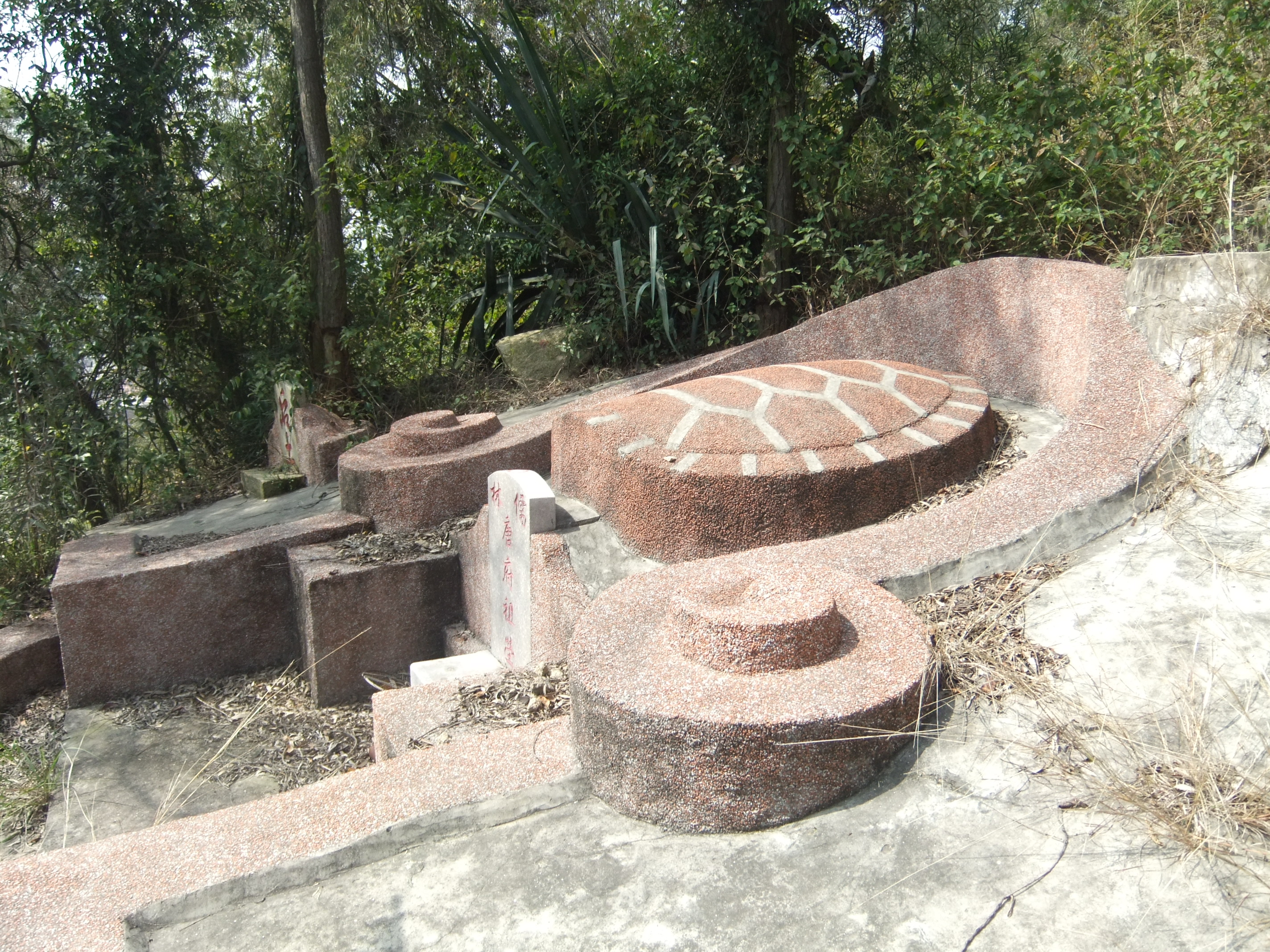
Традиционная могила-черепаха
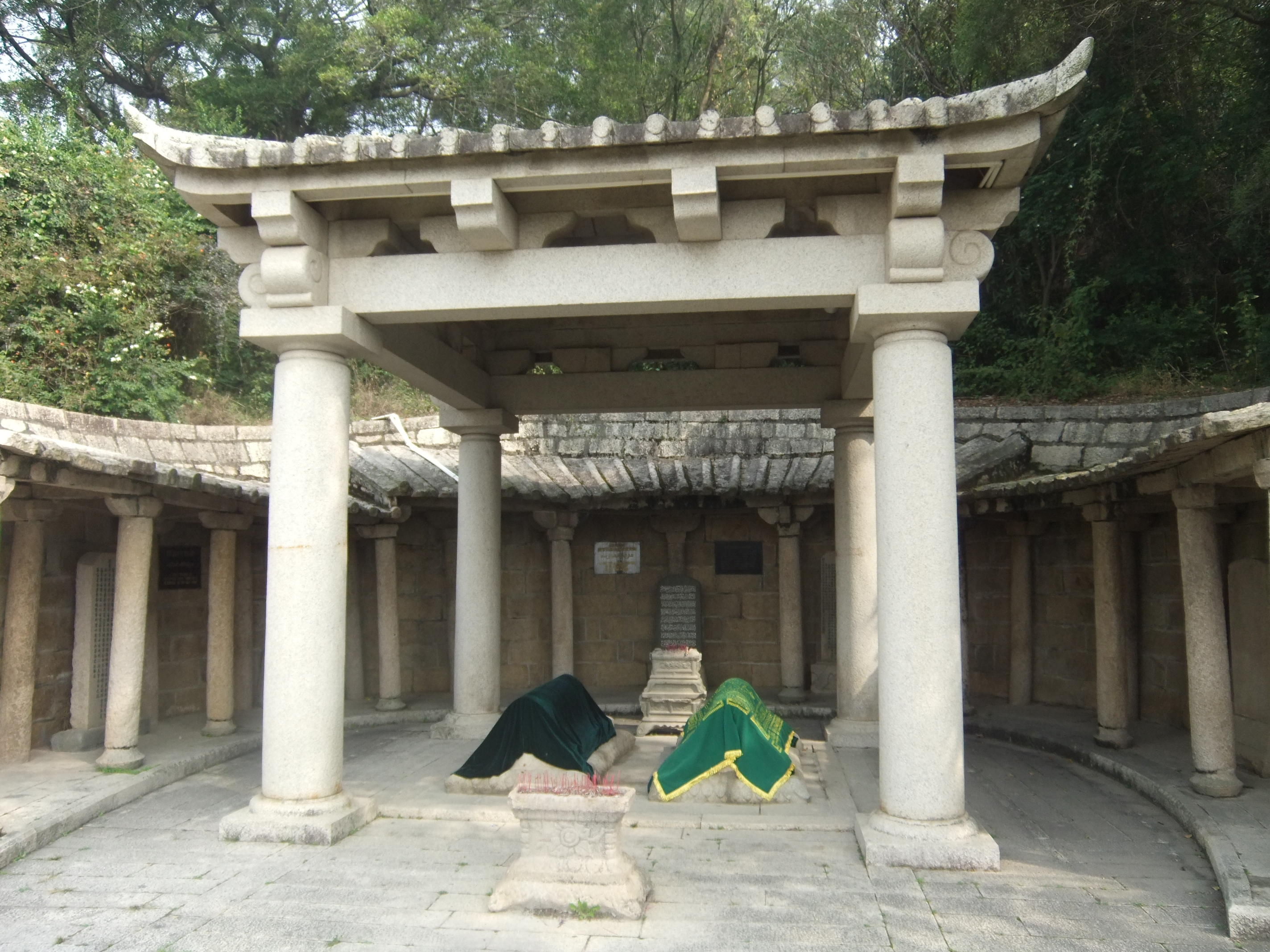
Гробница двух особ, которые были среди самых ранних мусульманских миссионеров в Китае.
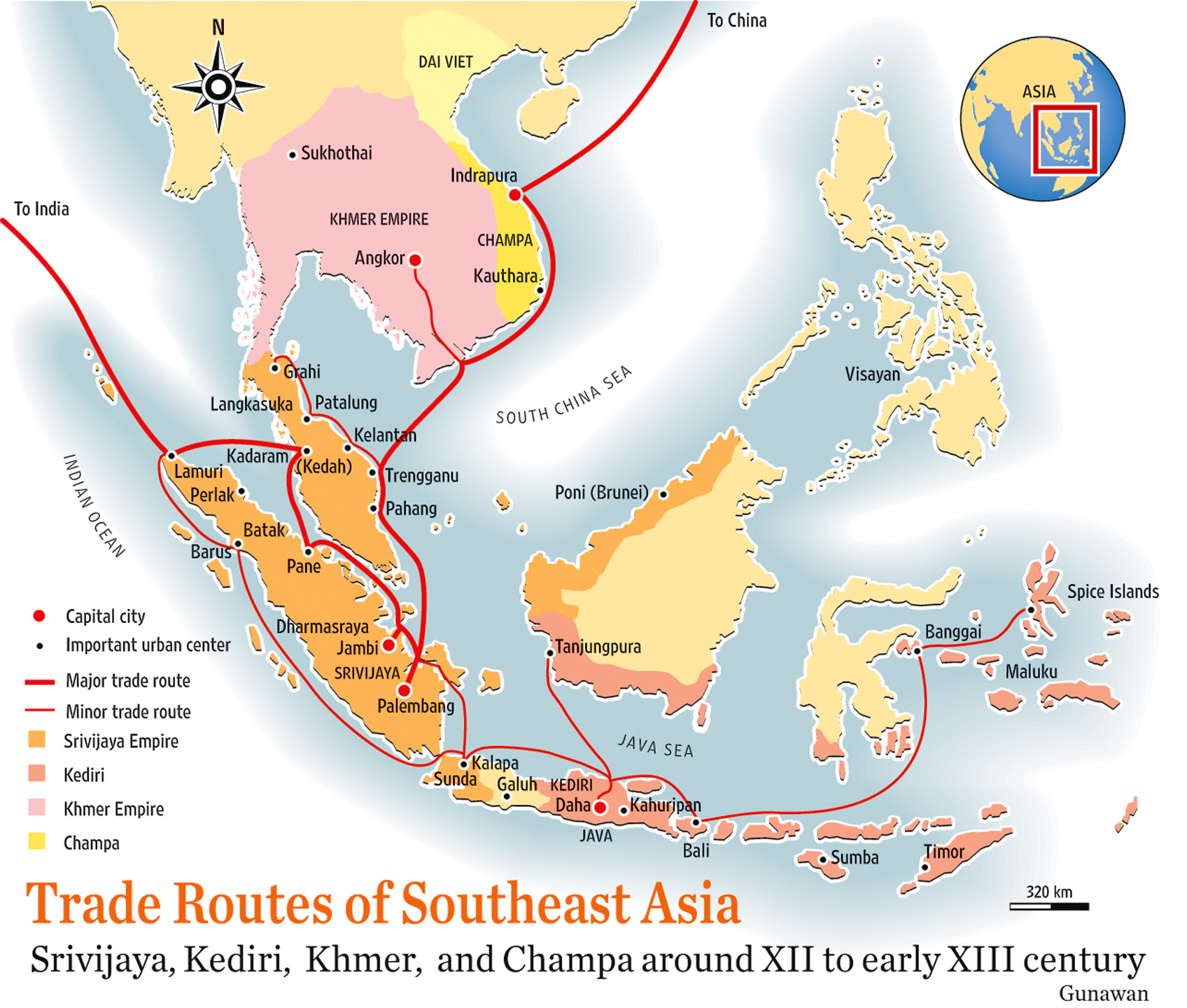
Торговые маршруты в Юго-Восточной Азии во время расцвета Цюаньчжоу.
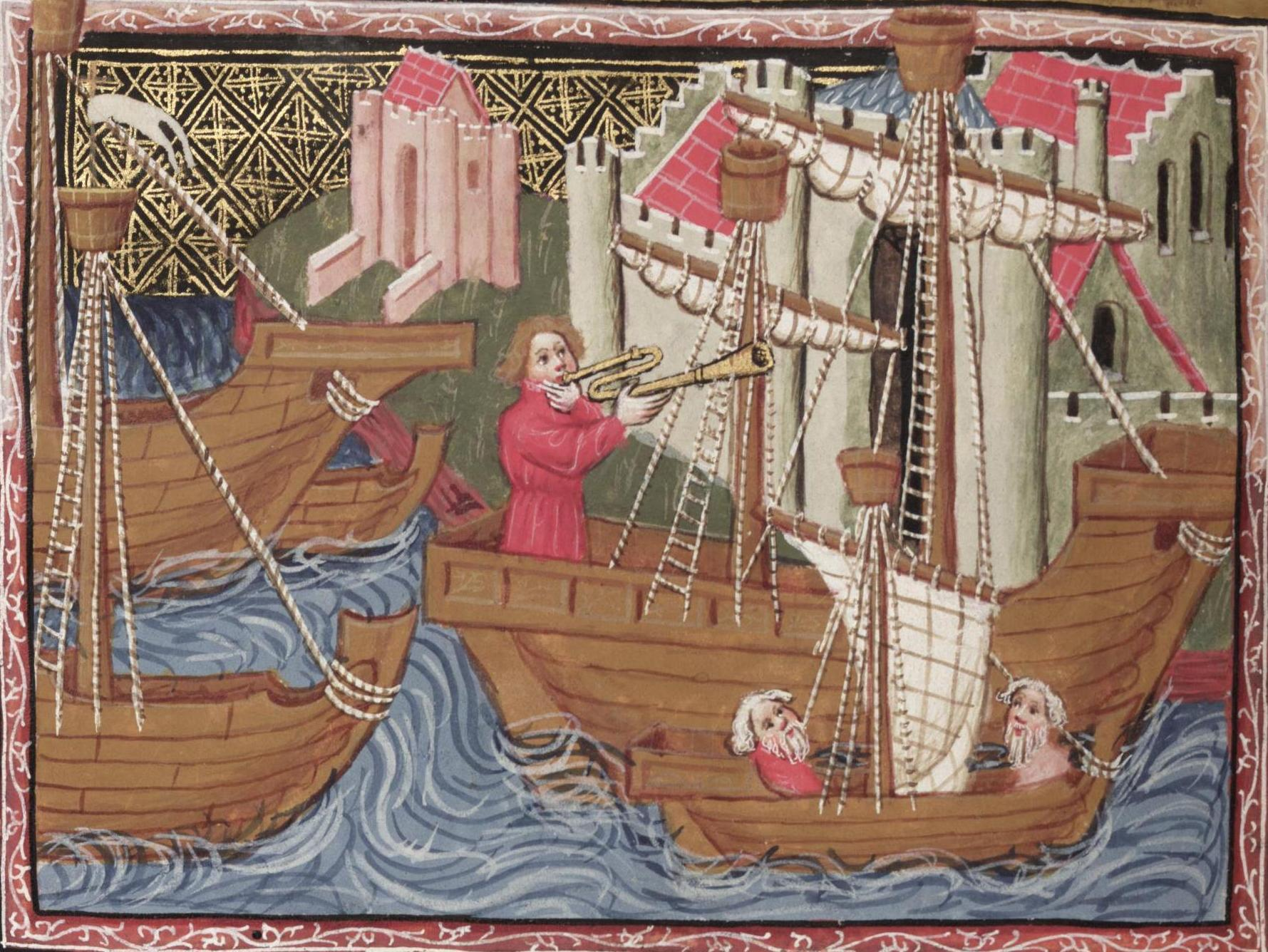
Зайтун, представленный европейским иллюстратором XV века «Путешествий Марко Поло»